# Billie Dove

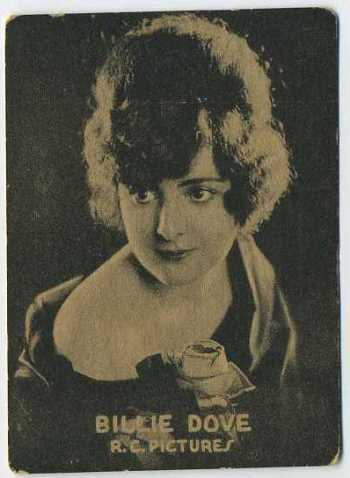
Billie Dove (1921)

Billie Dove (* 14. Mai 1903 in New York City als Bertha Bohny; † 31. Dezember 1997 in Woodland Hills, Kalifornien) war eine US-amerikanische Schauspielerin, die in den 1920er-Jahren ein bedeutender Hollywood-Star war.

## Leben und Karriere
Billie Dove wurde 1903 – nach anderen Angaben 1900 oder 1901 – als Tochter der Schweizer Einwanderer Charles und Bertha Bohny in New York City geboren. Schon als Jugendliche war sie als Model für Gesichtcremes tätig, woraufhin sie der berühmte Showproduzent Florenz Ziegfeld junior entdeckte. Er verpflichtete sie an den Broadway zu seinen Ziegfeld Follies. Dove, die unter dem Künstlernamen Lillian Bohny auftrat, erhielt eine höhere Gage als ein Chorus Girl und wurde für die Revuen stets mit einer eleganten und extravaganten Garderobe ausgestattet. Dove wurde binnen kurzer Zeit populär und machte schon 1921, mit gerade 17 Jahren, ihr Filmdebüt in Get Rich Quick Wallingford unter Regie von Frank Borzage.
Die Schauspielerin spielte Hauptrollen in einer Vielzahl von Genres und drehte mit Darstellern wie John Gilbert, Warner Baxter, Tom Mix, Hoot Gibson und Lon Chaney senior. Die Mehrzahl von Doves Filmen sind heute verschollen. Louis B. Mayer sah sie als „die schönste Frau in Hollywood“ und sie wurde in der Presse oft als „the American Beauty“ bezeichnet. Dieser Spitzname war 1927 auch der Titel einer ihrer Filme, in dem sie unter Regisseur Richard Wallace spielte. Ihr heute wohl bekanntester Film ist Der Seeräuber von 1926, in dem Douglas Fairbanks senior ihr Filmpartner war. Der Übergang in den Tonfilm Ende der 1920er-Jahre gelang ihr.
Von 1922 bis zur Scheidung 1929 war sie mit dem Filmregisseur Irvin Willat verheiratet, der bei einigen ihrer Filme Regie führte. Für dreieinhalb Jahre hatte sie ab den späten 1920er-Jahren eine Affäre mit Howard Hughes, der sie angeblich heiraten wollte. Hughes soll Willat mit 35.000 US-Dollar bezahlt haben, damit er sich von Dove scheiden ließ. Sie spielte Anfang der 1930er-Jahre auch in mehreren von Hughes produzierten Filmen. Nach einem Auftritt im Musicalfilm Blondie of the Follies von 1932 an der Seite von Marion Davies zog sich Dove aus dem Filmgeschäft zurück. Später sagte sie zu ihrem Rückzug mit noch nicht einmal 30 Jahren:

„Ich dachte, dass ich alles erreicht hatte was ich erreichen wollte, und ich wollte so wie andere Menschen leben. Ich wollte eine Familie. Ich hatte ein paar der anderen Mädchen gesehen, die noch an ihren Karrieren festhalten wollten, als sie den Bach hinuntergingen. Da habe ich geschworen, dass mir das nicht passiert.“

1933 heiratete sie Robert Kenaston, wohlhabender Farmer und Manager einer Ölfirma, und hatte mit ihm zwei Kinder. 1962 sollte sie in dem Film Der König von Hawaii erstmals seit 30 Jahren wieder vor der Kamera stehen. Doch obwohl die Publicity um den Film das geplante Comeback von Dove bewarb, wurden ihre Szenen geschnitten und sie ist nicht im Film zu sehen. Nach Kenastons Tod ging sie 1973 eine dritte Ehe mit dem Architekten John Miller ein, die aber schon nach kurzer Zeit scheiterte. 1985 absolvierte sie einen ihrer letzten öffentlichen Auftritte in der Fernsehshow Nacht der 100 Stars. Ihren Lebensabend verbrachte sie im kalifornischen Rancho Mirage und später im Motion Picture & Television Country House and Hospital, einem Seniorenzentrum für Filmschaffende. Billie Dove starb an Silvester 1997 im Alter von 94 Jahren nach einer Lungenentzündung. Sie wurde auf dem Forest Lawn Memorial Park im kalifornischen Glendale beigesetzt.

## Ehrungen und Rezeption

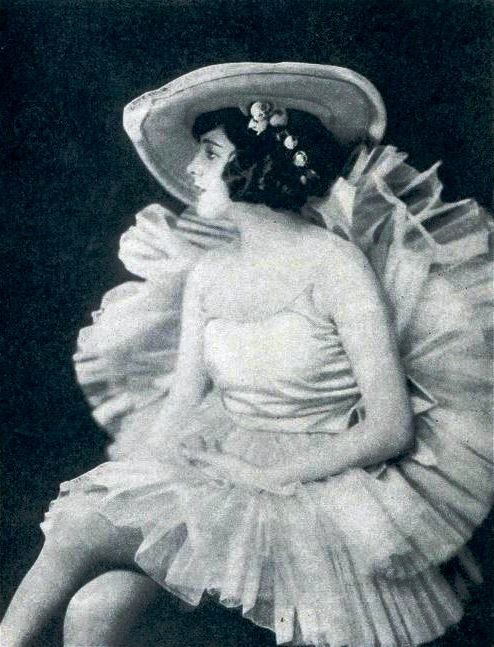
Billie Dove (1922)

Für ihre Filmarbeit wurde Bille Dove mit einem Stern auf dem Hollywood Walk of Fame ausgezeichnet. Die legendäre Jazzsängerin Billie Holiday, gebürtig Elenora Fagan, wählte ihren Künstlervornamen um 1930 nach der Schauspielerin.

## Filmografie (Auswahl)
- 1921: Get-Rich-Quick Wallingford
- 1923: Seemannslos (All the Brothers Were Valiant)
- 1925: Herren der Lüfte (The Air Mail)
- 1925: Die Millionenfaust (The Fighting Heart)
- 1925: Die Erbin des Holzkönigs (The Ancient Highway)
- 1925: Der schüchterne Don Juan (The Lucky Horseshoe)
- 1925: Im Tale der wilden Pferde (Wild Horse Mesa)
- 1926: Der Seeräuber (The Black Pirate)
- 1926: Fünf Minuten Angst (Kid Boots)
- 1927: Sensation Seekers
- 1927: Was eine schöne Frau begehrt (The American Beauty)
- 1927: Die gestohlene Braut (The Stolen Bride)
- 1929: Landung im Paradies (The Man and the Moment)
- 1930: A Notorious Affair
- 1930: One Night at Susie’s
- 1932: Blondie of the Follies
- 1962: Der König von Hawaii (Diamond Head) (Szenen geschnitten)